# Микулич, Бранко
Бранко Микулич (сербохорв. Branko Mikulić, 10 июня 1928, Горни-Вакуф-Ускопле — 12 апреля 1994, Сараево) — югославский боснийский государственный деятель, председатель Союзного Исполнительного Вече СФРЮ (1986—1989).

## Биография
Родился в хорватской семье богатого крестьянина. Отец был одним из ведущих представителей Хорватской крестьянской партии, в годы Второй Мировой войны являлся заместителем председателя Антифашистского освободительного Совета Боснии и Герцеговины.
С 1943 года участвовал в Народно-освободительной войне Югославии. Член коммунистической партии с 1945 года. После войны окончил экономический факультет Загребского университета. Работал в органах власти в ряде городов Боснии и Герцеговины, занимал должности председателя Народного комитета, затем секретаря Союза коммунистов Бугойно, секретаря СКЮ Яйце, Ливно, Зенице. Был председателем Скупщины Боснии и Герцеговины.
- В 1964—1967 гг. — секретарь ЦК СК Боснии и Герцеговины, секретарь исполкома ЦК СК Боснии и Герцеговины.
- В 1967—1969 гг. — председатель Исполнительного вече Боснии и Герцеговины.
- В 1969—1978 гг. — председатель ЦК Союза коммунистов Боснии и Герцеговины, член Президиума ЦК СКЮ.

Представлял ортодоксальное крыло в югославском коммунистическом движении, выступал противником реформистских течений, опасаясь, что они повлекут за собой всплеск национализма; руководя Боснией и Герцоговиной, использовал авторитарные методы руководства.
На руководящих постах добился серьёзных успехов по повышению статуса боснийских мусульман, добившись признания их отдельной нацией, а также способствовал социальной реинтеграции хорватов, бывших сторонников фашистов (усташей и клерикалов). В сфере экономики последовательно решал вопрос ускоренного экономического и экономического укрепления республики и снижения её дотационности. Начал обширную инвестиционную программу; при нём были построены многие объекты дорожной и социальной инфраструктуры. В 1970-е годы добился создания собственного боснийского энергетического комбината и перевода в республику целого ряда обрабатывающих производств.
После подавления движения либеральных реформаторов оказался в числе наиболее приближенных в последние годы правления маршала И. Броза Тито. Входил в его близкое окружение. В октябре 1978 года по предложению Тито назначается Исполнительным секретарем Президиума ЦК СКЮ.
В 1982—1983 гг. — председатель Президиума Боснии и Герцеговины. В 1983 году организовал показательный судебный процесс против ряда боснийских диссидентов, в числе которых находился будущий президент независимой Боснии и Герцеговины Алия Изетбегович. По обвинению в попытке расчленения Югославии они были приговорены к длительным срокам тюремного заключения.
В 1983—1984 гг. был членом Президиума СР Боснии и Герцеговины и вместе с тем председателем Организационного комитета XIV Зимних Олимпийских игр в Сараеве 1984 г.
В 1984—1986 гг. — член Президиума СФРЮ.
В 1986—1989 гг. — председатель Союзного Исполнительного Веча (правительства) СФРЮ. На этом посту попытался осуществить ряд жёстких мер, направленных на стабилизацию экономического положения страны и преодоление инфляции, но столкнулся с сопротивлением на уровне отдельных республик и серьёзным забастовочным движением. Помимо этого, премьер оказался вовлечён в коррупционный скандал вокруг компании Agrokomerc. Страна оказалась в ситуации острого социально-экономического кризиса, скрытая безработица достигала уровня в 50 % трудоспособного населения.
В 1987 году правительство было вынуждено принять решение о 25%-ной девальвации динара и пойти на заём Международного валютного фонда, что вызвало серьёзное возмущение в Хорватии и Словении. В следующем году руководство этих республик инициировало вотум недоверия Б. Микуличу. После провала данного предложения в июне 1988 года недовольные стали организовывать перед зданием Скупщины многотысячные митинги с требованием отставки Микулича. 30 декабря 1988 года после неутверждения бюджета СФРЮ Б. Микулич ушёл в отставку со своего поста и вернулся в Сараево, где и скончался во время войны в Боснии и Герцеговине при осаде города в апреле 1994 года.
Имел дочь Планинку (умерла вскоре после кончины Б. Микулича) и сына Родолюба.